# Sarasani

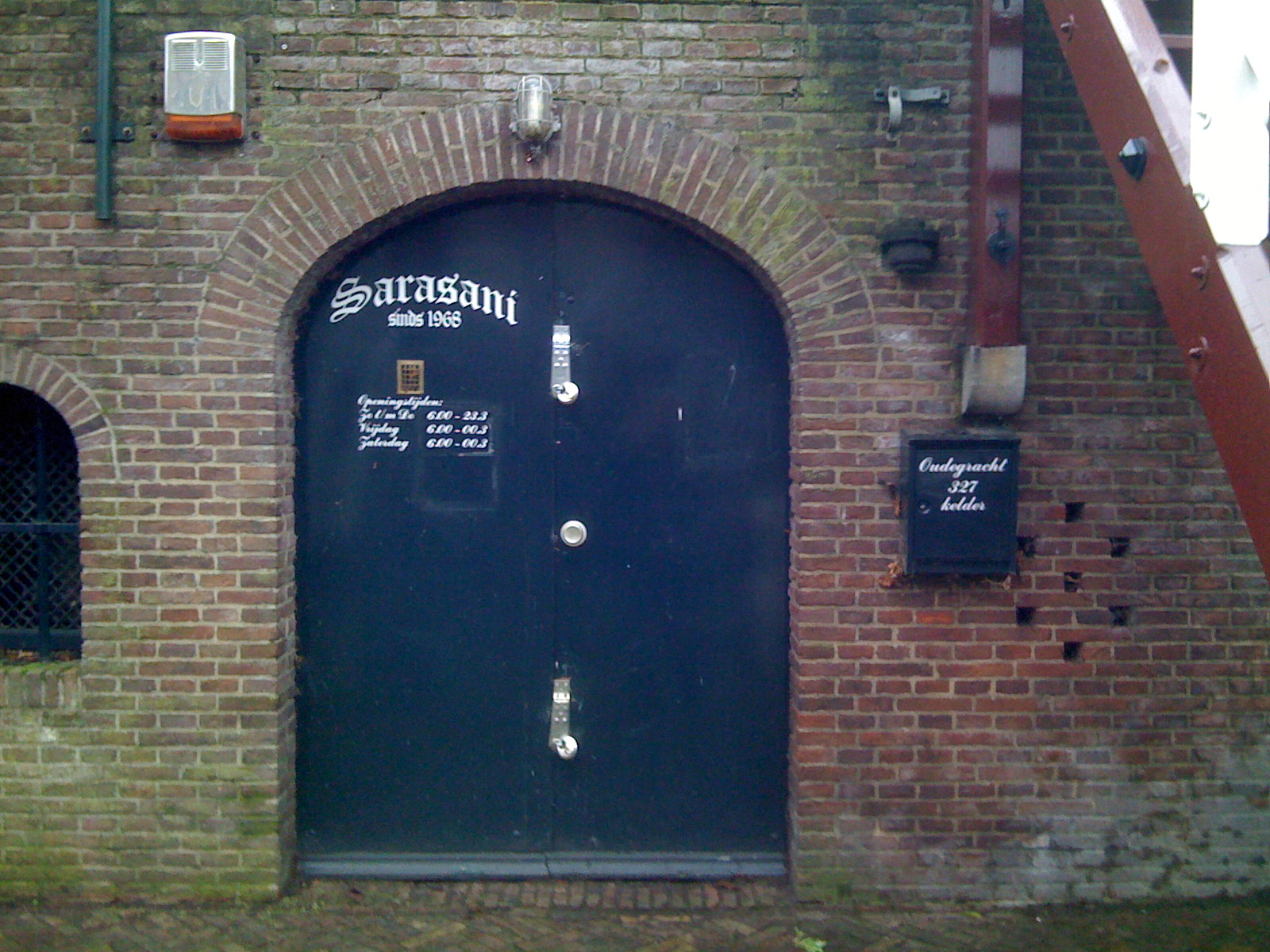
De toegangsdeur van Sarasani

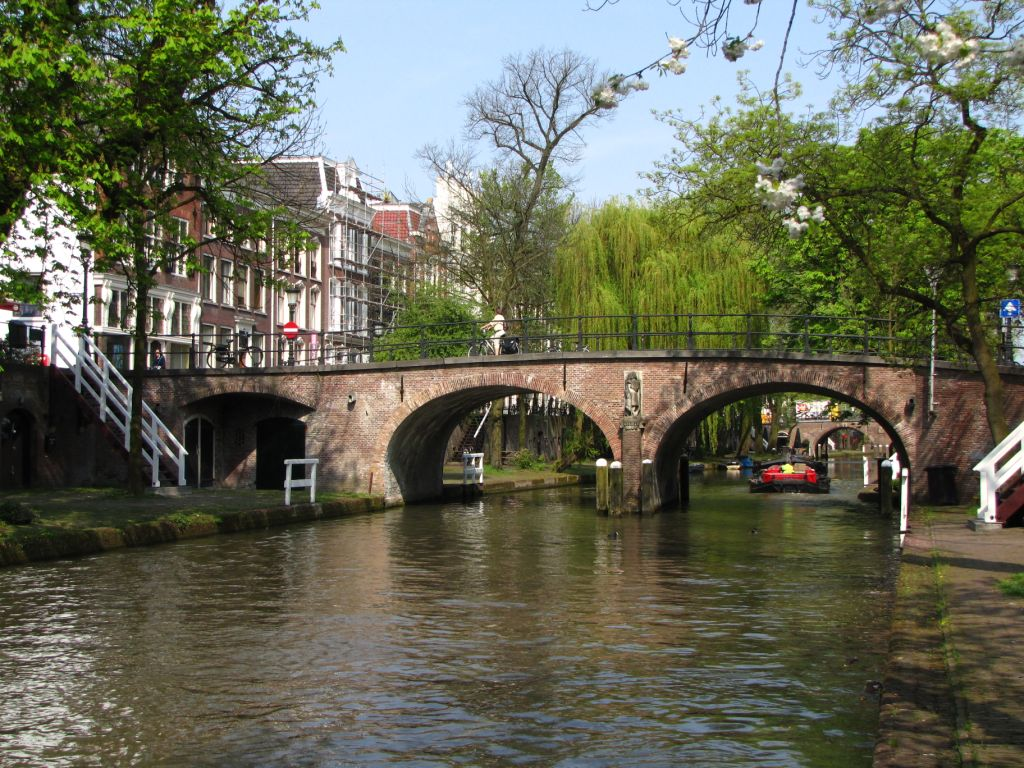
Oudegracht met Geertebrug met locatie Sarasani in de werfkelder geheel links op de foto onder de witte trap (foto: 2009)

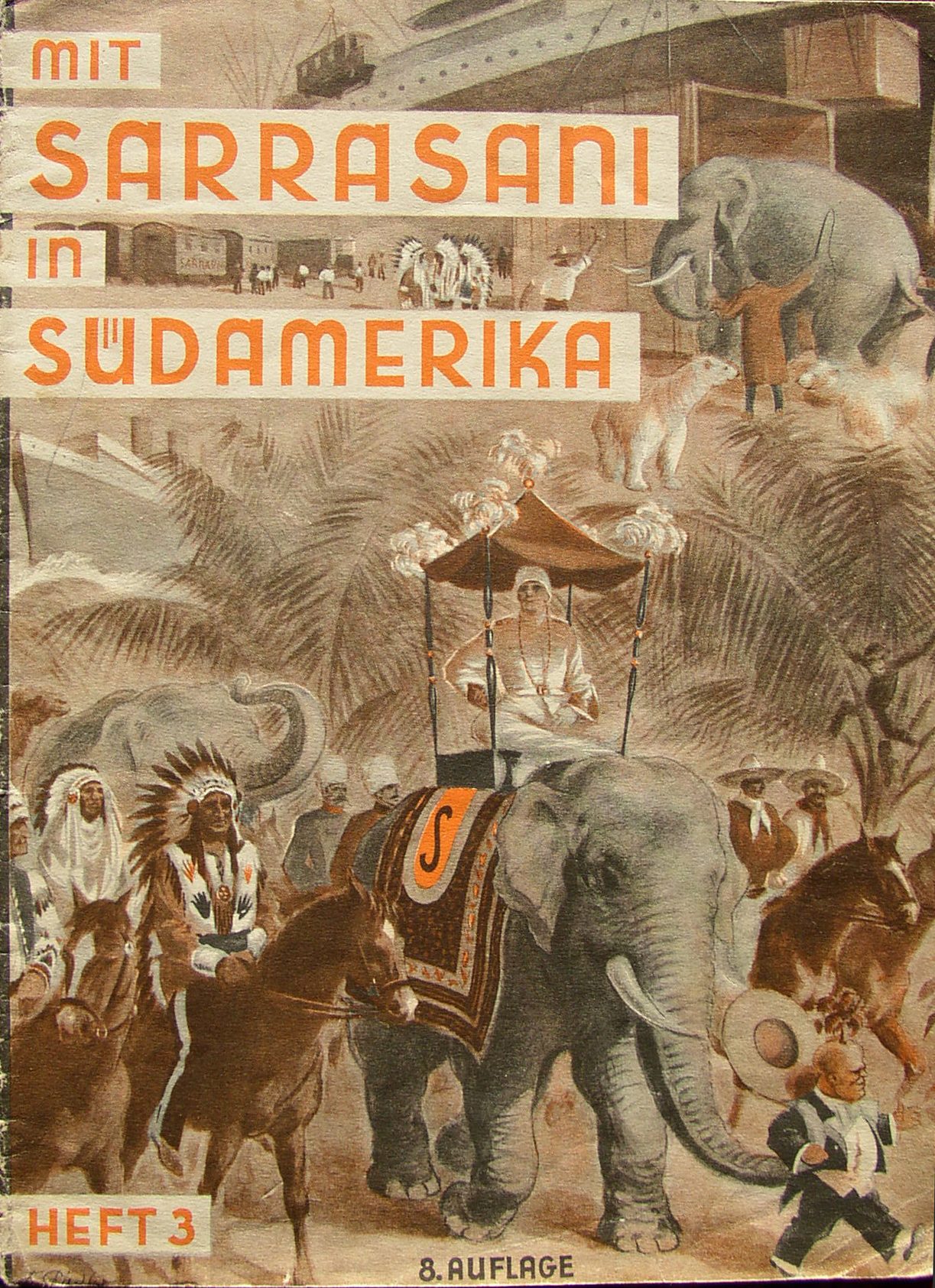
Circus Sarrasani

Sarasani was een coffeeshop in de Nederlandse stad Utrecht. Het wordt vaak beschouwd als de eerste coffeeshop van Nederland, maar dit is enigszins discutabel omdat toen in 1972 de eerste Amsterdamse coffeeshop Mellow Yellow werd opgericht, het cannabisverkooppunt Sarasani nog niet echt de vorm had van coffeeshop.

## Geschiedenis
Sarasani werd in 1968 geopend in de werfkelder van het pand aan de Oudegracht 327. Het werd vernoemd naar het Oost-Duitse circus Sarrasani dat er voorheen zijn materialen opsloeg. In de eerste jaren functioneerde Sarasani als jongerenhonk met een huisdealer en het schonk tot 1974 zwak alcoholische dranken. In het weekend werden er popconcerten en discoavonden gegeven. Festivalorganisator en beheerder van Sarasani Holly Hasenbos haalde Ekseption, Cuby and the Blizzards, Q65 en de Golden Earring naar het jongerencentrum.
In de beginperiode kende Nederland nog geen softdrugsgedoogbeleid waardoor er regelmatig problemen met de autoriteiten waren. Diverse malen belandde Hasenbos op het politiebureau of in de gevangenis aan het Wolvenplein. In een poging overeenstemming met de autoriteiten over Sarasani te krijgen bezette Hasenbos in november 1975 de werkkamer van de toenmalige burgemeester Vonhoff op het Utrechtse stadhuis. Vonhoff liet in een reactie hierop weten: "Ik ben niet bereid op dergelijke dwangmiddelen in te gaan". De hoofdcommissaris zei in een reactie: "Hasenbos trekt zich niets aan van overheidsmaatregelen. Hij lapt ze aan zijn laars. Als dit wordt getolereerd is het hek overal van de dam". Ondanks zeven politie-invallen ging Hasenbos door met zijn handel, en stond zo mede aan de wieg van het gedoogbeleid. Hij bewaarde zijn stash (voorraad) in het in de shop aanwezige bassin met krokodillen. In 1984 werd Hasenbos doodgeschoten door de politie. Volgens de betrokken agenten begon Hasenbos te schieten bij een verkeerscontrole.
Na de dood van Hasenbos werd het beheer overgenomen door een familielid. Sarasani kwam onder druk door toenemende klachten over parkeer- en verkeersoverlast, die ondanks een portier aan de werf en één aan de straat, onvoldoende afnamen. Volgens de advocaat van Sarasani werd er dagelijks twee kilo wiet verkocht.
In 2007 liet de toenmalige Utrechtse burgemeester Annie Brouwer-Korf de coffeeshop sluiten omdat de uitbaters enkele kilo's wiet aan een Duitser hadden verkocht. Op grond van de Wet Bibob is een herstart onmogelijk. Door de sluiting van Sarasani was het aantal coffeeshops in Utrecht gedaald tot ongeveer 15, terwijl er in 1992 nog bijna 40 waren.

## Interieur
De inrichting van de shop is in de loop der jaren weinig veranderd. Bij de ingang was het terrarium met pythons en varanen, later een etalage met headshopartikelen. Daar schuin tegenover was een bassin met kaaimannen, later schildpadden. De 30 meter lange ruimte met een laag halfrond plafond was spaarzaam verlicht, vooral door blacklightlampen, die fluorescerende posters deden oplichten, waaronder van de Freak Brothers. Freak Brother Freewheelin' Franklin vormde tevens het logo, met Sarasani in gotische letters. Tot na de komst van het videoscherm helemaal achterin, had Sarasani een diskjockey in dienst, die op luid volume rock en reggae draaide. Ook werden er vloeistofdia's geprojecteerd.

## Varia
- Simon Vinkenoog trad op tijdens het jubileum in 1983 en 1993, in 2003 presenteerde Henk Westbroek het jubileum.
- Op 29 juli 1971 meldde het Utrechts Nieuwsblad dat een bewoonster van de Oudegracht oog in oog stond met een grote slang die kronkelend voor haar wc-deur lag. Het dier bleek ontsnapt uit de beatkelder Sarasani.
- In de laatste decennia was koffie gratis, maar moest voor thee worden betaald.
- Sarasani was bekend om zijn milkshakes, waaronder die gemaakt met verse banaan.